# Johnny Live Port Barcarès 1969
Lives par Johnny Hallyday
Johnny Live Port Barcarès 1969 est un album en public de Johnny Hallyday enregistré le 9 août 1969 et publié à titre posthume le 29 mai 2020. Sa réalisation est rendue possible grâce à une archive radiophonique d'Europe 1.

## Histoire
Le 9 août 1969, la tournée d'été de Johnny Hallyday fait escale sur la plage de Port Barcarès, où la scène est montée au pied du paquebot échoué, le Lydia. Le gala est organisé par la radio Europe 1, qui le diffuse en direct dans le cadre de l'émission Campus présenté par Michel Lancelot. Le concert, qui attire quelques quinze mille spectateurs, est dédié à Michel Cogoni qui le jour même meurt dans un accident de la circulation. Johnny Hallyday lui rend hommage à la fin de la chanson Je n'ai pas voulu croire, puis quitte la scène. La représentation s'achève après rappel, sur les titres Je te veux et Je suis né dans la rue.

### Hommage
Le 9 août 2020, le groupe Sun session rend hommage à Johnny Hallyday lors d'un concert organisé à l'endroit même où s'est produit le chanteur 51 ans plus tôt, au pied du Lydia. Avec Éric Carbonne au chant, le groupe rejoue le show de 1969 et reprend également quelques-uns des grands succès d'Hallyday. Ils sont rejoints sur scène par un ancien guitariste du chanteur, Berkeley Writght qui l'a accompagné en 1978,.

## Autour du disque
Le titre complet de l'album est Johnny Live Port Barcarès 9 août 1969, il sort le 29 mai 2020. L'édition originale comprend quatre supports différents (source pour l'ensemble des informations ci-dessous).
Références originales :
Double 33 tours vinyles noirs Universal 5390670 Johnny Live Port Barcarès 9 août 1969.
Double 33 tours vinyles couleurs Universal 5390968 Johnny Live Port Barcarès 9 août 1969.
Coffret 4 CD Universal 5390665 Johnny 69 [...], CD 4 Johnny Live Port Barcarès 9 août 1969.
Coffret 3 33 tours, 4 CD, 1 DVD Universal 5390655 [...], CD 4Johnny Live Port Barcarès 9 août 1969.  

## Titres
| 1.  | À tout casser | Georges Aber              | Johnny Hallyday, Tommy Brown                                                                                 |  |
| 2.  | Cours plus vite Charlie (Cut Across Shorty)                                                                         | Long Chris (adaptation)   | Marijohn Wilkin (en), Wayne P. Walker                                                                        |  |
| 3.  | Fumée | Ralph Bernet              | Mick Jones, Tommy Brown                                                                                      |  |
| 4.  | Entre mes mains | Gilles Thibaut            | Jean Renard                                                                                                  |  |
| 5.  | Jeune homme | Ralph Bernet              | Jacques Revaux                                                                                               |  |
| 6.  | Regarde pour moi | Gilles Thibaut            | Steve Marriott, Ronnie Lane                                                                                  |  |
| 7.  | Voyage au pays des vivants                                                                                          | Long Chris                | Mick Jones, Tommy Brown                                                                                      |  |
| 8.  | Que je t'aime | Gilles Thibaut            | Jean Renard                                                                                                  |  |
| 9.  | Rivière... ouvre ton lit                                                                                            | Gilles Thibaut            | Mick Jones, Tommy Brown                                                                                      |  |
| 10. | Mal (Hush) | Georges Aber (adaptation) | Joe South |  |
| 11. | Je n'ai pas voulu croire                                                                                            | Long Chris                | Éric Charden                                                                                                 |  |
| 12. | Je te veux | Long chris                | Mick Jones, Tommy Brown                                                                                      |  |
| 13. | Je suis né dans la rue                                                                                              | Long Chris                | Mick Jones, Tommy Brown                                                                                      |  |
| 14. | Medley rock'n'roll : Tutti Frutti - Whole Lotta Shakin' Goin' On - Be-Bop-A-Lula (+ reprise Je suis né dans la rue) |                           | Dorothy LaBostrie, J. Lubin, Richard Penniman - Dave Williams, Sunny David - Sheriff Tex Davis, Gene Vincent |  |

## Musiciens
- Direction musicale : Mick Jones et Tommy Brown
- Mick Jones : guitare
- Jean-Pierre Azoulay : guitare
- Daniel Boulard : basse
- Tommy Brown : batterie
- Raymond Donnez : claviers
- Jean Toscan : saxophone, clarinette